# Dave Taylor
David Taylor (Brooklyn (New York), 6 juni 1944) is een Amerikaanse jazzmuzikant (bastrombone).

## Biografie
Taylor kreeg een klassieke instrumentale opleiding. Nadat hij de bachelor- en masterstudie had afgerond, werd hij lid in het American Symphony Orchestra onder Leopold Stokowski en trad hij ook op met het New York Philharmonic, waar hij onder Pierre Boulez eigentijdse klassieke muziek vertolkte. Daarnaast werkte hij met Duke Ellington (The New Orleans Suite) en Mike Gibbs/Gary Burton (In the Public Interest) en Stanley Clarke. Vanaf 1974 behoorde hij ook tot het Thad Jones/Mel Lewis Orchestra en was hij als studiomuzikant betrokken bij opnamen van Lalo Schifrin, Gato Barbieri, Jimmy McGriff en de Brecker Brothers. Hij nam ook op met The Rolling Stones en Blood, Sweat & Tears (More Than Ever).
Als solotrombonist bracht hij meerdere albums uit en trad hij op met talrijke orkesten, waaronder het Eos Orchestra, het NY Chamber Symphony, Orpheus en het St. Lukes Chamber Orchestra. Hij vertolkte Sequenza V van Luciano Berio. Alan Hovhaness, Charles Wuorinen (Archæopteryx), George Perle, Frederic Rzewski, Lucia Dlugoszewski en Eric Ewazen schreven voor hem. Op het gebied van de jazz behoorde hij tot de orkesten van Gil Evans, George Russell, John Tropea, Carla Bley en tot George Gruntz Concert Jazz Band. Tegenwoordig treedt hij op met de Mingus Big Band, Michel Camilo, Bob Mintzer, in een trio speelde hij met Daniel Schnyder, Adam Taubitz en Kenny Drew jr.. Verder nam hij op met Yo-Yo Ma, Itzhak Perlman, Barbra Streisand, Miles Davis (Miles & Quincy Live at Montreux), Quincy Jones, Frank Sinatra en Aretha Franklin.
Taylor speelde op talrijke met een Emmy Award onderscheiden albums en behoort tot het academisch personeel van de Manhattan School of Music en het Mannes College of Music.

## Discografie
- 1981-1983: Bass Trombone [werken van] Frederic Rzewski, Eric Ewazen, David Liebman, Lucia Dlugoszewski
- 1993: Past Tells (met Lindsey Horner, Jay Branford, Herb Robertson, Phil Haynes, Andy Laster, Marty Ehrlich, Paul Smoker, Mark Helias)
- 2000: Super Trombone Take 5 (met Jim Pugh, Dave Bargeron, Ray Anderson, Bill Mays, Chip Jackson, Jeff Ballard)